# Esakiopteryx expressata
Esakiopteryx expressata är en fjärilsart som beskrevs av Hugo Theodor Christoph 1888. Esakiopteryx expressata ingår i släktet Esakiopteryx och familjen mätare. Inga underarter finns listade i Catalogue of Life.